# Thelyphonus vanoorti
Thelyphonus vanoorti är en spindeldjursart som beskrevs av Speijer 1936. Thelyphonus vanoorti ingår i släktet Thelyphonus och familjen Thelyphonidae. Inga underarter finns listade i Catalogue of Life.